# Mirko Vojković
Mirko Vojković (Vis, 25. rujna 1925. – Zagreb, 25. rujna 1988.), bio je hrvatski kazališni, televizijski i filmski glumac.

## Životopis
Zemaljsku glumačku školu pohađao u je Zagrebu. Od 1951. do 1954. nastupao je u Istarskom narodnom kazalištu (tada Narodnom kazalištu u Puli), potom od 1954. do 1959. u Zagrebačkom gradskom kazalištu Komedija, a od 1959. bio je član Dramskoga kazališta Gavella. Bio je vrsni tumač komičnih likova. Široj javnosti poznat je po ulozi Pošćera Andrije Bombište u televizijskoj seriji Naše malo misto.

## Posljednje počivalište
Mirko Vojković pokopan je na zagrebačkom groblju Miroševcu.

## Filmografija

### Filmske uloge
- "Ciguli Miguli" (1952.)
- "Pod sumnjom" kao Nikola (1956.)
- "Naši se putovi razilaze" kao policijski agent (1957.)
- "Simpatija i antipatija" (1957.)
- "Svemirska patrola" (1958.)
- "Biro u potkrovlju" (1959.)
- "Kurir Tonči - Truba" (1960.)
- "Natječaj za crnu priču" (1960.)
- "Avion za Paragvaj" (1960.)
- "Uzbuna u Grand Hotelu" kao turistički vodić (1960.)
- "Dolje pješači" (kratki film) (1960.)
- "Parnica oko magareće sjene" kao Autraks (1960.)
- "Krokodil" (1960.)
- "Ženidba" (1960.)
- "Treći je došao sam" (1961.)
- "Svečanost" kao poslužitelj (1961.)
- "Doviđenja magarčiću" (1961.)
- "Suzanina tajna" (1962.)
- "Jutro još nije dan" (1962.)
- "Nasljednici putuju zajedno" (1962.)
- "Vruć je zrak" (1962.)
- "Da li je umro dobar čovjek" kao fotograf (1962.)
- "Scherzo za Marula" (1962.)
- "Stop! Motel!" (1962.)
- "Žiri" (kratki film) (1962.)
- "Jedna od onih godina" (1963.)
- "Zara" (1963.)
- "Osuđenik Pickwicktona" (1963.)
- "U prolazu" (1963.)
- "Ljudi i neljudi" (1963.)
- "Usnuli ratnik" (1963.)
- "Posljednji vitezovi" (1963.)
- "Usluga točna i solidna" (1964.)
- "Banket" (1965.)
- "Čovik od svita" kao dirigent puhačkog orkestra (1965.)
- "Apel" (1965.)
- "Nastavak slijedi" (1966.)
- "Ponedjeljak ili utorak" kao čovjek iz kafića (1966.)
- "Kravata u šarenom izlogu" (1967.)
- "Kroz šibe" (1967.)
- "Kineski zid" (1967.)
- "Onaj žutokosi" (1967.)
- "Protest" kao Skukan (1967.)
- "Kruh" (1968.)
- "Tango" (1968.)
- "Mali noćni zmajevi" (1968.)
- "Pulitika šjore Bete" (1969.)
- "Orkestar" (1969.)
- "Petar Pan" (1969.)
- "Kanarinac" (1969.)
- "Ožiljak" kao doktor #1 (1969.)
- "Meštre Tonov najsritniji dan" kao Toni Pivac (1969.)
- "Burza rada" (1969.)
- "Stanica tel" (1970.)
- "Smrtni zvuci" (1970.)
- "Cili svit je inšenpjan" kao Pjero (1971.)
- "Dramolet po Ćiribiliju" (1972.)
- "Deps" (1974.)
- "Orgulje i vatrogasci" kao Keko 'Crkvenjak' (1974.)
- "Glorija" (1975.)
- "Izjava" kao portir Filip (1976.)
- "Poglavlje iz života Augusta Šenoe" (1981.)
- "Tamburaši" kao željezničar (1982.)
- "Vila orhideja" (1988.)
- "Mlada sila" (1988.)
- "Buža" (1988.)

### Televizijske uloge
- "Veselo putovanje" (1959.)
- "Stoljetna eskadra" (1961.-1962.)
- "Na licu mjesta" (1963.)
- "Licem u naličje" (1965.)
- "Dileme" (1961.)
- "Sedma sila" kao karikaturist (1966.)
- "Osa" (1968.)
- "Maratonci" (1968.)
- "Pod novim krovovima" kao Mrgud (1969.)
- "Naše malo misto" kao Andrija Bombišta (1969.-1971.)
- "Sam čovjek" kao Bugin daljnji rođak (1970.)
- "U registraturi" kao nasilni gospodin (1974.)
- "Punom parom" kao Šime (1978.-1980.)
- "Prizori iz obiteljskog života" kao Lujo (1979.)
- "Kiklop" (1983.)

## Vanjske poveznice
- Mirko Vojković u internetskoj bazi filmova IMDb-u (engl.)